# Salus

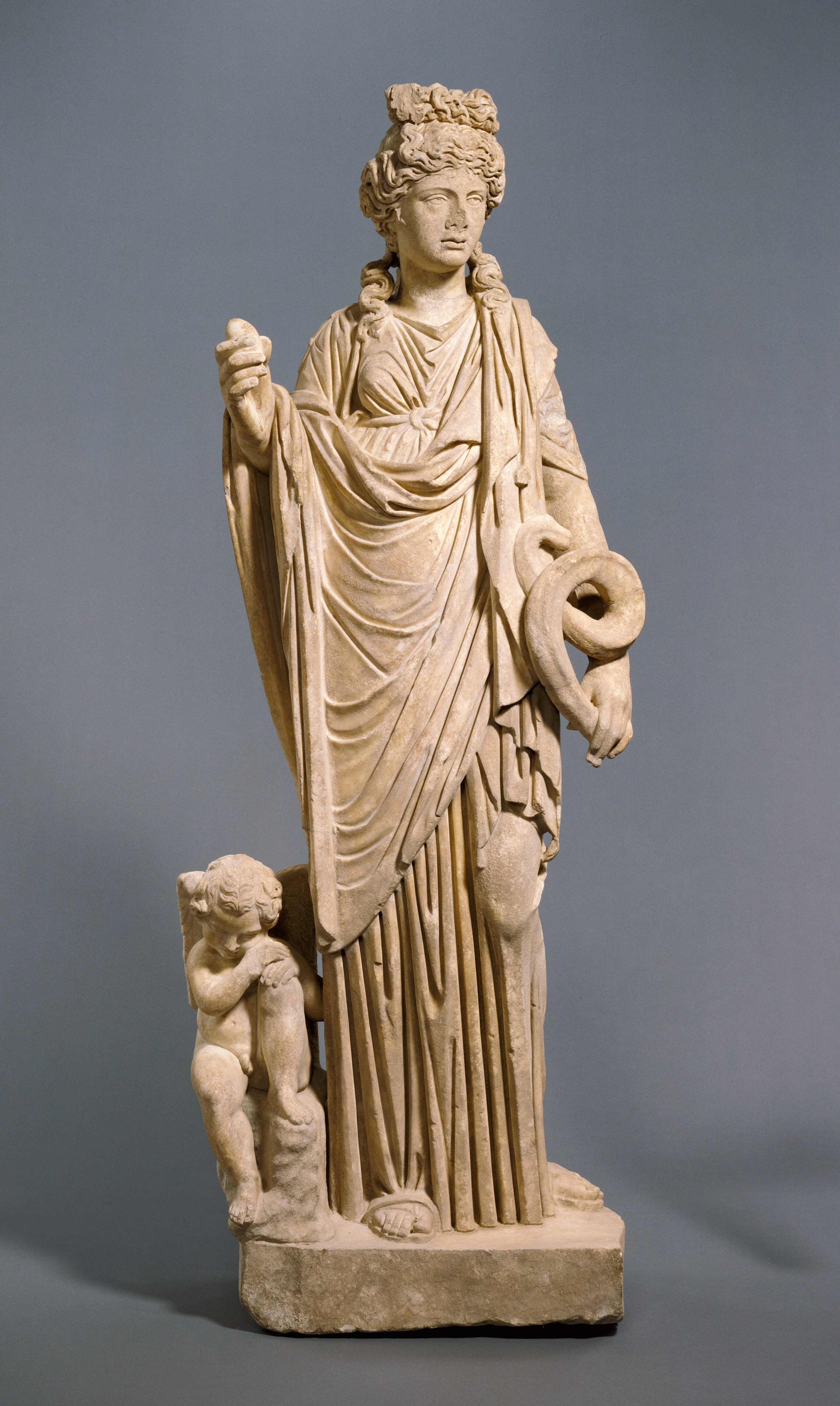
Estátua do século III de Salus na Villa Getty

Salus (em latim: salus, "segurança", "salvação", "bem-estar") foi a deusa romana da segurança e do bem-estar (saúde, bem-estar e prosperidade) tanto do indivíduo quanto do Estado. Às vezes, ela é equiparada à deusa grega Hígia, embora suas funções sejam consideravelmente diferentes.
Salus é uma das mais antigas deusas romanas: ela também foi chamada de Salus Semonia, um fato que pode sugerir que ela pertence à categoria dos Semones (deuses como Semo Sancus Dius Fidius). Os dois deuses tinham templos em Roma, respectivamente no Collis Salutaris e no Mucialis, dois topos de colinas adjacentes do Quirinal localizados na regio Alta Semita. O templo de Salus, como Salus Publica Populi Romani, foi eleito em 304 a.C., durante as Guerras Samnitas, pelo ditador Caio Júnio Bubulco Bruto,, dedicado em 5 de agosto de 302 e adornado com afrescos por ordem de Caio Fábio Pictor.
A grande antiguidade e importância do culto a Salus é testemunhada pela cerimônia pouco conhecida do Augurium Salutis, realizada todo ano em 5 de agosto para a preservação do estado romano. Seu culto se espalhou por toda a Itália. Fontes literárias registram relações com Fortuna e Spes. Ela começou a ser cada vez mais associada a Valetudo, a Deusa da Saúde Pessoal e ao nome romanizado de Hígia.
Mais tarde, Salo também se tornou um protetor da saúde pessoal. Por volta de 180 a.C., ritos de sacrifício em homenagem a Apolo, Esculápio e Salo ocorreram (Lívio XL, 37). Havia uma estátua de Salus no templo da Concórdia. Sabe-se que ela foi associada pela primeira vez à serpente de Esculápio a partir de uma moeda de 55 a.C. cunhada por M. Acílio. Seu festival foi celebrado em 30 de março.

## Salus e Sanco

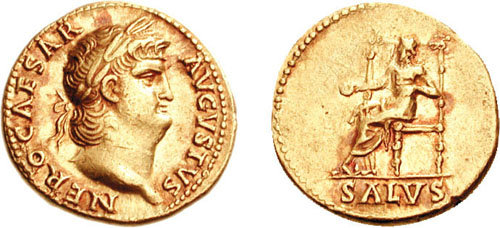
Salus, sentado e segurando uma pátera (tigela de libação), sobre um áureo emitido sob Nero

As duas divindades estavam relacionadas de várias maneiras. Seus santuários (aedes) ficavam muito próximos um do outro no Quirinal (veja acima). Alguns estudiosos também afirmam que algumas inscrições para Sanco foram encontradas no Collis Salutaris. Além disso, Salus é o primeiro da série de divindades mencionadas por Macrobius como relacionadas em sua sacralidade: Salus, Semonia, Seia, Segetia, Tutilina, que exigiam a observância de um dies feriatus da pessoa que pronunciasse seu nome. Essas divindades estavam ligadas aos antigos cultos agrários do vale do Circo Máximo, que permanecem misteriosos.
Os estudiosos alemães Georg Wissowa, Eduard Norden e Kurt Latte escrevem sobre uma divindade chamada Salus Semonia, que é atestada apenas em uma inscrição do ano 1 d.C., mencionando um Salus Semonia em sua última linha (dezessete). Os estudiosos concordam que esta linha é uma adição posterior de data incerta. Em outras inscrições, Salus nunca é conectado à Semonia.

## Representação

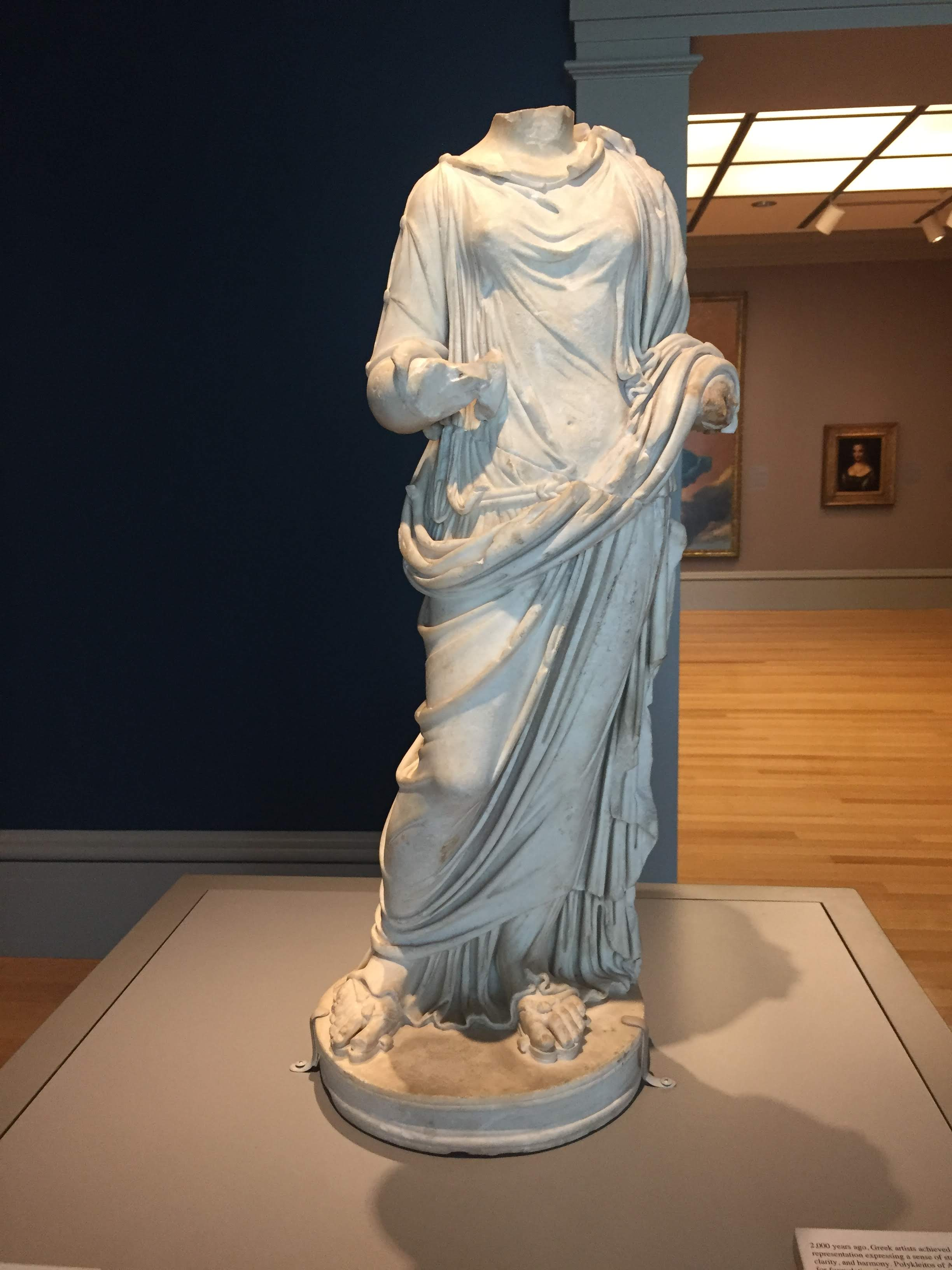
Uma estatueta de mármore de Salus feita durante o Período Imperial Romano (c. 69–192 d.C.)

Salus era frequentemente representada sentada com as pernas cruzadas (posição comum para Securitas), com o cotovelo apoiado no braço do trono. Frequentemente, sua mão direita estende uma pátera (prato raso usado em cerimônias religiosas) para alimentar uma cobra enrolada em um altar. A cobra se ergue e inclina a cabeça em direção à pátera.
Às vezes, sua mão está aberta e vazia, fazendo um gesto. Às vezes, a cobra dirige seu olhar junto com o dela. Às vezes, não há altar; a cobra está enrolada no braço de seu trono.
Ocasionalmente, Salus segura um cajado alto na mão esquerda com uma cobra enrolada nele; às vezes, sua mão direita ergue uma figura feminina menor. Mais tarde, Salus é mostrada de pé, alimentando sua cobra. Essa se tornou a pose mais comum: ela está de pé, segurando firmemente a cobra que se contorce debaixo do braço e direcionando-a para a comida que ela segura em um prato na outra mão. Raramente, Salus segura um remo de direção na mão esquerda, indicando seu papel em guiar o imperador por uma vida saudável. Isso realmente pertence à Fortuna.